# Јошио Окада
Јошио Окада (јап. 岡田 吉夫; 11. август 1926 — 22. јун 2002) био је јапански фудбалер.

## Каријера
Током каријере је играо за Kwangaku Club и Rokko Club.

## Репрезентација
За репрезентацију Јапана дебитовао је 1951. године. За тај тим је одиграо 7 утакмица.

## Статистика
| Јапан  | Јапан   | Јапан  |
| Година | Наступи | Голови |
| ------ | ------- | ------ |
| 1951.  | 3       | 0      |
| 1952.  | 0       | 0      |
| 1953.  | 0       | 0      |
| 1954.  | 4       | 0      |
| Укупно | 7       | 0      |